# Andrena hyemala
Andrena hyemala är en biart som beskrevs av Warncke 1973. Andrena hyemala ingår i släktet sandbin, och familjen grävbin. Inga underarter finns listade i Catalogue of Life.